# Saganaki

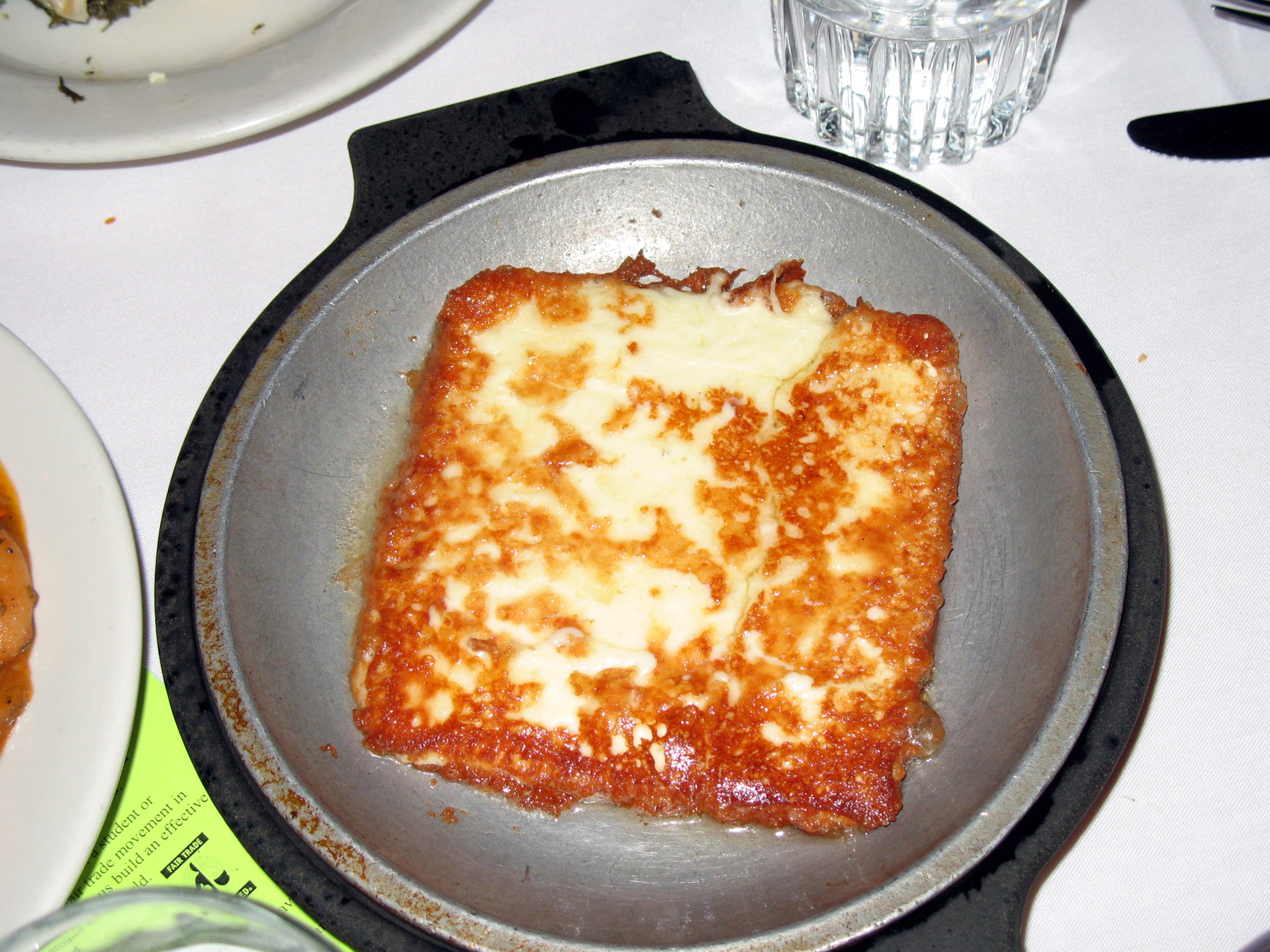
Saganaki

El Saganaki (grec σαγανάκι, literalment paelleta) és un plat de la cuina grega fet de formatge fregit. El formatge que es fa servir normalment és kefalograviera o kefalotiri o algun altre formatge d'ovella sec i greixós, però
també hi ha variants amb formatge feta.
El formatge, sovint arrebossat amb farina o pa ratllat, es fregeix en una paella fins 
que fa bombolles, i se sol servir amb suc de llimona i pebre.
La paraula saganaki és un diminutiu de sagani, una paella amb dues nanses, que ve de la paraula turca sahan.